# 長沼分屯基地
長沼分屯基地（ながぬまぶんとんきち、JASDF Naganuma Sub Base）為日本航空自衛隊千歲基地的分屯基地，位于北海道夕張郡長沼町馬追台，駐有第11高射隊和第24高射隊。
分屯基地司令同时兼任第11高射隊長。

## 部署部隊
北部航空方面隊属下
- （第3高射群）
  - 第11高射隊
  - 第24高射隊